# Володин, Эдуард Фёдорович
Эдуа́рд Фёдорович Воло́дин (6 декабря 1939, Орша — 11 декабря 2001, Москва) — советский и российский учёный в области эстетики, литературоведения, методологии науки. В постсоветское время стал известен общественно-политической деятельностью.

## Биография
Эдуард Володин родился в городе Орша, Витебской области. Его отец был военным. В 1965 году окончил исторический факультет МГУ, а в 1970 году — аспирантуру Московского областного педагогического института им. Н. К. Крупской. В 1970 году защитил кандидатскую диссертацию по теме «Исторический характер предмета искусства» (1970).
С 1965 по 1974 год преподавал в Магаданском государственном педагогическом институте. В 1975—1977 годах работал доцентом Новгородского политехнического института.
В 1978—1981 годах был сотрудником социологической лаборатории МГУ. С 1981 по 1988 год являлся учёным секретарём Центрального совета философских (методологических) семинаров при Президиуме АН СССР. В 1985 году защитил диссертацию на соискание учёной степени доктора философских наук по теме «Роль искусства в формировании мировоззрения личности».
В 1988—1990 годах руководил кафедрой культуры Московской высшей партийной школы.
Принимал активное участие в организации празднования 1000-летия Крещения Руси.
В 1990 году Эдуард Володин стал председателем «Координационного Совета народно-патриотических организаций России». Осенью того же 1990 года Володин добровольно уступил председательский пост Г. А. Зюганову (ещё не генсеку КПРФ), став его заместителем.
В июле 1991 года Володин инициировал обращение «Слово к народу». Он — один из создателей Фронта национального спасения в 1992 году. Участник защиты Дома Советов в сентябре-октябре 1993 года. В декабре 1993 года Володин обвинил Зюганова и КПРФ в отступничестве от коммунистических идеалов: «трансформация КПРФ лишила народ самозащитной системы, каковой могла бы стать партия трудового народа».
В 1989—1993 годах был политобозревателем газеты «Советская Россия», один из ведущих авторов изданий патриотической направленности в 90-е годы, вёл колонку на интернет-сайте «Русское Воскресение». Являлся одним из основателей Фонда Славянской письменности и культуры, Товарищества русских художников, Фонда восстановления Храма Христа Спасителя. Секретарь правления Союза писателей России.
Скоропостижно скончался 11 декабря 2001 года. По свидетельствам ряда лиц, был отравлен.
В 2002 году Союзом писателей России совместно с журналом «Новая книга России», Фондом святителя Иоанна Златоуста и издательско-информационной компанией «ИХТИОС» была учреждена Национальная премия «Имперская культура» имени Эдуарда Володина.
Писатель Валентин Распутин так кратко охарактеризовал Э. Ф. Володина: «…И настолько он был яркий человек, что В. Крупин вывел его в качестве героя повести „Люби меня, как я тебя“, причём даже имя не переменил. И многие слова Эдуарда Фёдоровича вошли в уста героя этой повести… Многим из нас очень повезло, что они знали его, дружили с ним, слушали его, что он влиял на нас. Лично я в этом признаться не боюсь…».

## Публикации
- Володин, Э. Ф. Специфика художественного времени // Вопросы философии. − 1978. — № 8. — С. 132—142.
- Володин, Э. Ф. Искусство и мировоззрение. М.: Изд-во МГУ, 1982. 174 с.
- Володин, Э. Ф. Имперская культура. М.: Воениздат, 2001. 41 с.
- Володин Э. Ф. Ухожу от вас в империю. М.: Палея, 1996. −96 с.

### Редакция
- Белов С. В. Фёдор Михайлович Достоевский : Книга для учителя / С. В. Белов; науч. ред.: Э. Ф. Володин. — Москва : Просвещение, 1990. — 206, [2] с.: вкладные [4] л.; 21 см. — 100000 экземпляров. — ISBN 5-09-001937-1: (в пер.)